# Blue Pearl (Schiff)
Die Blue Pearl (kor. 블루펄) ist ein 2002 als Ferry Kyoto II in Dienst gestelltes Fährschiff der südkoreanischen Reederei Hanil Express, das unter seinem jetzigen Namen seit 2022 zwischen Jeju-do und Wando im Einsatz steht.

## Geschichte
Die Ferry Kyoto II wurde am 16. Oktober 2001 unter der Baunummer 1086 in der Werft von Mitsubishi Heavy Industries in Shimonoseki auf Kiel gelegt und lief am 29. März 2002 vom Stapel. Nach ihrer Ablieferung an die japanische Reederei Meimon Taiyō Ferry am 31. August 2002 nahm sie am 3. September den Fährdienst von Osaka nach Kitakyūshū auf. Im Oktober 2002 folgte ihr Schwesterschiff Ferry Fukuoka II.
2005 wurde die vom britischen Unternehmen Dougdill Management & Design entworfene, barrierefreie Innenausstattung der Ferry Kyoto II umgebaut und durch zusätzliche Kabinen ergänzt. Seit 2015 wurde der Name der Ferry Kyoto 2 mit arabischen anstatt zuvor römischen Ziffern geschrieben.
Am 13. Januar 2022 beendete die Ferry Kyoto 2 nach knapp 20 Dienstjahren ihre letzte Überfahrt für Meimon Taiyō Ferry. Sie wurde noch im selben Monat an die südkoreanische Reederei Hanil Express verkauft und zunächst unter dem Namen Hanil Car Ferry No 1 für den weiteren Einsatz in Südkorea umgebaut. Im Mai 2022 nahm das nun in Blue Pearl umbenannte Schiff den Fährdienst auf der Strecke von Jeju-do nach Wando auf.